# 묘법연화경삼매참법 권상
묘법연화경삼매참법 권상(妙法蓮華經三昧懺法 卷上)은 대전광역시 유성구에 있는 고려시대의 목판본 책이다. 2007년 7월 13일 대한민국의 보물 제1519호로 지정되었다.

## 개요
이 책은 천태종(天台宗)의 전교승(傳敎僧) 山亘의 저술이다. 묘법연화경은 묘한 법이 더러운 곳에서도 항상 깨끗하고 아름다운 연꽃과 같다는 뜻인데 이러한 법화경을 독송하면서 일심으로 정진하여 실상(實相) 중도(中道)의 이치를 깨닫는 법화삼매(法華三昧)의 수행법에 관한 책이다. 上·中·下 3권으로 구성(編成)한 것 중 상권(上卷)이다. 이 참법은 묘법연화경 28품 가운데 서품(序品)에서 화성유품(化城喩品)까지 7품을 수록하고 있다.
이 책에는 판각간기(板刻刊記)가 기재되어 있지 않아 정확히 언제 판각했는지 알 수 없으나 전엽(全葉) 30行 19字를 새긴 두루마리형식이고 장차(張次) 표시에 '卜'字를 사용하고 있으며 절첩 형식의 제본형태 등을 보면 고려 말에 판각된 것으로 추정된다. 고려시대 묘법연화경삼매참법 연구에 귀중한 책으로 자료적 가치가 크다고 하겠다.

## 같이 보기
- 묘법연화경삼매참법 권하 - 보물 제1162호

## 참고 자료
- 묘법연화경삼매참법 권상 - 국가유산청 국가유산포털